# Острозьке князівство
Острозьке князівство — удільне васальне князівство 14—18 ст. у Великому князівстві Литовському (від 1569 — Речі Посполитій). Охоплювало значні області Волині. Послідовно керувалася родинами Острозьких, Заславських, Любомирські і Сангушків.

## Історія
Висловлюється припущення, що Острозький уділ на Волині міг отримати від Юрія II, короля Русі, представник Волинської гілки Рюрикович (Волинські Мономаховичі) — Василько Романович (приблизно в 1320-х роках). Втім, не збереглися про це якісь письмові згадки. Лише у привілеї короля Владислава Ягайли князю Федору Острозькому від 1386 року згадується, що князівством володіли вже предки Острозького.
У 1340 році, коли агресія королівств Польщі та Угорщини стала реальністю, великий князь Волинський Любарт почав на васальному праві роздавати лени дрібним князям, щоби залучити їхні дружини до боротьби з супротивником. Ймовірно, тоді Данило Василькович, що фактично володів Острозьким уділом, набув законних прав, утворивши васальне Острозьке князівство. Основою князівства стали міста-фортеці Острог і Дубно.
У 1352—1387 роках Острозькі також володіли Холмською землею, утворивши Острозько-Холмське князівство. У 1386 та 1390 роках королем Польщі Владиславом II Ягайло було підтверджено васальні права Острозького князівства. 1393 року доповнено грамотою королеви Ядвіги. Протягом кінця XIV—XV ст. князівство за рахунок різних пожалувань та купівель поступово розширилося на значну частину південної та західної Волині. Втім, у 1463 році внаслідок родинних обставин з меж Острозького князівства було виокремлено Заславське.
Початок більш значного піднесення князівство пов'язано з діяльністю Михайла Острозького. Його справу продовжив молодший брат Костянтин, безперечно один з найвидатніших литовських полководців. Внаслідок пожалувань державного скарбу, посагу обох дружин, а також купівель, володіння Острозьких зросли більше ніж у двічі і значно перевершили родове Острозьке князівство. З цього часу слід розрізняти власне князівство Острозьке і володіння Острозьких, які охоплювали повіти в Київському, Брацлавському, Волинському, руському, Подільському, Люблінському, Сандомірському, Краківському, Берестейському, Новогрудовському, Мінському, Полоцькому, Вітебському, Віленському, Трокському, Жемайтському воєводствах, королівствах Богемія і Угорщина. Таким чином Острозькі стали наймогутнішою князівською родиною на українських землях. За підрахунками Н. Яковенко вони мали не менше 60 тис. підданих і були зобов'язані виставляти 426 вершників до литовського війська.
У 1511 році до Острозького князівства було доєднано Степаньське князівство, на що видано спеціальну грамоту короля Сигізмунда I. У 1522 році останній підтвердив князю Костянтину Острозькому статус удільного володаря, надавши прилей печатки на червоному воску «бачучи на його милості знаменитий і високий дім княжий». Втім, у 1540-х роках внаслідок смерті декількох представників роду Острозьких чоловічої статі відбувається послаблення князівства, яке на деякий час опинилося розділеним. Лише у 1574 році завдяки діям Костянтина Василя Острозького відбулося об'єднання Острозького уділа. У 1578 році князівство зазнало нападу кримськотатарської орди, яка суттєво сплюндрувало його.
З огляду на смерть більшості представників роду Острозьких було створено 1609 року Острозьку ординацію, складовою частиною якої стало Острозьке князівство. 1617 року стався другий за потужністю й негативними наслідками напад кримських татар на князівство. У 1620 році разом з ординацією до володіння князів Заславських перейшло Острозьке князівство. З цього часу заславські стали йменувати Заславськими-Острозькими або князі на Острозі Заславські. Острозьке князівство істотно постраждало під час визвольної війни на чолі з Богданом Хмельницьким та повстання на чолі з Палієм.
У 1709 році Острозьке князівство перейшло до Любомирських, а 1720 — до Сангушків. 1753 році разом з ординацією було ліквідавоно острозьке князівство. Ця дія була затверджена сеймом Речі Посполитої 1766 року.

## Територія
Охоплювала міста Базалія, Берездів, Деражня, Дорогобуж, Дубно, Жорновно, Заслав (до 1450 року), Звягель, Княгинин, Козлин, Колодне, Костянтинів, Красилів, Крупа, Кузьмин, Лабунь, Литовиж, Любартів, Межиріч-Острозький, Олександрія, Остріг, Остропіль, Полонне, Птиче, П'янь, Рівне, Смолдирів, Сатиїв, Степань, Сураж, Чернехів, Чортория, Шульжинці, Янушпіль, двори в Луцьку, а також землі навколо них. Поділялося на Острозьку, Ровенську, Дорогобузьку та Степаньську волості.

## Управління
Належали до «головних княжат». Князі не підлягали місцевій адміністрації (повітовій чи воєводській), лише в деяких питаннях великому князю литовському чи польському королеві. Тут безроздільно панувало князівське право (лат. jus ducale), завдяки чому вона фактично перетворилася на державу в державі. Суверенність землеволодіння відносилася до засадничих елементів княжого права. Також правителя Острозького князівства виводили власні збройні загони (почти) під родовим гербом, а корогвами Волинського воєводства.

## Економіка
Основою були землеробство, ремесла і торгівля. Цьому сприяли гарний клімат, добрі ґрунти (для сільського господарства), вигідне географічне положення міст, насамперед Острога, Дубно, Рівного, Костянтиніва, Полонного (для торгівлі). Значно було розвинено рибальство у штучних ставках. Розвитку торгівлі також сприяло те, що через територію князівства пролягало декілька шляхів, що зв'язували південні та західні області Речі Посполитої. У містах існували ринки, в торговельних центрах влаштовувалися ярмарки (декілька на рік).
З перших князів приділялася пильна увага розвитку ремесел. Більшість з них отримали від королів Польщі (згодом Речі Посполитої) привілеї на магдебурзьке право. В кожному з цих міст діяло від 10 до 16 ремісничих цехів (у різні роки) — ковалів, кравців, гарбарів, шевців, кушнірів, римарів, різників, пекарів, сідлярів, золотарів, малярів, теслярів, гончарів, шаповалів, оліярів, скрипкарів. В Острозі існували друкарня та папірня (виробництво паперу). У 1526 році отримано королівський привілей, що дозволив безперешкодно возити сіль і товари визначеними шляхами до Острога, Дубна та інших замків Острозького князівства без оплати мита на державній митниці в Луцьку та на території Луцького повіту.
Значний прибуток мали князі мит в Острозі, Дубні, Дорогобужі, половину мит в Луцьку. Внаслідок цьому відбувалися постійні суперечки з представниками роду Заславських, що також мали права на луцькі мита.
Істотної шкоди завдавали напади кримських, ногайських та буджацьких татар, селянські повстання. Найбільшого економічного піднесення Острозьке князівство набуло у 1620—1648 роках.